# Kim Sang-hyun
Sang-Hyun Kim est un boxeur sud-coréen né le 18 janvier 1955 à Pusan.

## Carrière
Passé professionnel en 1973, il devient champion d'Asie OPBF des poids super-légers le 23 septembre 1978 puis champion du monde WBC de la catégorie le 30 décembre 1978 après sa victoire au 13e round contre Saensak Muangsurin. Après deux défenses victorieuses, Kim cède son titre face à Saoul Mamby le 23 février 1980 ; redevient champion OPBF en 1981 met s'incline à nouveau en championnat du monde le 2 avril 1983 contre Aaron Pryor. Il met finalement un terme à sa carrière après ce combat sur un bilan de 41 victoires, 4 défaites et 3 matchs nuls.